# Гараев, Амир Альбертович
Амир Альбертович Гараев (род. 9 января 2001, Бугульма, Татарстан) — российский хоккеист, нападающий.

## Биография
Начинал играть в клубах Бугульмы «Нефтяник» и «Арслан». С 2013 года — в казанском «Ак Барсе». В 2015 году вслед за тренером перешёл в команду «Капитан» Ступино из системы клуба КХЛ «Сочи», за которую играл в МХЛ в сезонах 2017/18 — 2018/19. С сезона 2020/21 — в «Сочи».